# Amagami-san Chi no Enmusubi
Amagami-san Chi no Enmusubi (яп. 甘神さんちの縁結び, досл. «Зв'язуючи долю з сестрами Амаґамі») — серія манґи, написана та проілюстрована Марсі Найто. Спочатку була опублікована як ван-шот у журналі «Weekly Shōnen Magazine» видавництва Kodansha у грудні 2020 року, перш ніж розпочати серіалізацію в тому ж журналі у квітні 2021 року. Адаптація у вигляді аніме-телесеріалу, створена студією Drive, транслювалася з жовтня 2024 року по березень 2025 року.

## Сюжет
Серія розповідає про Урю Каміхате, старшокласника, який прагне скласти вступні іспити на медичний факультет Кіотського університету. Після того як Урю більшу частину свого життя провів у дитячому будинку після смерті матері, він переїжджає жити до святилища Амаґамі. Там головний жрець просить його одружитися з однією зі своїх трьох онучок. Урю та сестри Амаґамі також мають справу з різними проблемами, такими як загроза закриття святилища через фінансові труднощі. Завдяки флешфорвардам передбачається, що Урю зрештою одружиться з однією із сестер, хоча він цього зовсім не бажає і активно намагається уникнути цього за будь-яку ціну.

## Персонажі
Урю Каміхате (яп. 上終 瓜生, Kamihate Uryū)
Сейю: Соносуке Хатторі (vomic), Рьота Сузукі (аніме)
Старшокласник, який прагне вступити на медичний факультет Кіотського університету. Його надихнула стати лікарем смерть матері. Попри те, що більшу частину часу він занурений у навчання, йому вдалося налагодити зв'язок із сестрами Амаґамі, попри їхній непростий початок. Йому судилося одружитися з однією із сестер, щоб продовжити спадок святилища Амаґамі. Оскільки він вважає, що Бог не відповів на його молитви про одужання матері, він спочатку не вірить у духовність чи релігію і ненавидить ідею стосунків та наявності другої половинки. Спочатку він не відчуває жодних романтичних почуттів до жодної з дівчат і відмовляється одружуватися з будь-якою з них, бажаючи якнайшвидше втекти від них і святилища. Однак згодом він звикає до дівчат і починає ставитися до них краще. Він дуже вмілий у виконанні домашніх справ та приготуванні їжі, що дуже подобається сестрам Амаґамі. Частий ґеґ з Урю полягає в тому, що він потрапляє в незручні ситуації, коли сестри Амаґамі, зокрема Юна, постійно дорікають йому за розбещеність.
Яе Амаґамі (яп. 甘神 夜重, Amagami Yae)
Сейю: Мію Цуджі (vomic), Ай Каяно (PV1), Рейна Уеда (PV2), Суміре Уесака (аніме)
Найстарша донька та студентка університету мистецтв з грайливою вдачею. Пізніше виявляється, що її насправді удочерили в родину Амаґамі, а її справжнє ім'я — Рейко Ічідзьоджі (яп. 一乗寺 澪子, Ichijōji Reiko). Вона закохана в Урю з моменту їхньої короткої зустрічі кілька років тому, хоча він не відповідає взаємністю. Заохочення Урю в той час спонукало її стати більш рішучою та безтурботною, що дозволило їй залишити своє темне дитинство позаду, формуючи її нинішню особистість.
Юна Амаґамі (яп. 甘神 夕奈, Amagami Yuna)
Сейю: Мію Цуджі (vomic), Сора Амамія (PV1), Ріе Такахаші (PV2), Каеде Хондо (аніме)
Друга сестра, яка має характер цундере. Вона чудово вчиться, попри погане знання англійської. Вона прагне зберегти спадок святилища Амаґамі. Їй подобаються коти. Її справжнє ім'я — Надесіко Курама (яп. 鞍馬 撫子, Kurama Nadeshiko).
Асахі Амаґамі (яп. 甘神 朝姫, Amagami Asahi)
Сейю: Мію Цуджі (vomic), Аяне Сакура (PV1), Аяна Такетацу (PV2), Шіон Вакаяма (аніме)
Наймолодша сестра, яка є членом шкільного легкоатлетичного клубу. Вона зріла учениця середньої школи, попри свій вік. Однак у неї є комплекс щодо її маленьких грудей. Вона закохалася в Урю після інциденту з часовою петлею. Пізніше виявляється, що її також удочерили в родину Амаґамі, і що вона народилася як Міюкі Кійомізу (яп. 清水 美雪, Kiyomizu Miyuki).
Чідорі Амаґамі (яп. 甘神 千鳥, Amagami Chidori)
Сейю: Соносуке Хатторі (vomic), Бін Шімада (аніме)
Дідусь сестер Амаґамі та головний жрець святилища Амаґамі, який почав піклуватися про сестер після смерті їхньої матері.
Махіру Анекодзі (яп. 姉小路 舞昼, Anekōji Mahiru)
Сейю: Нана Мізукі
Лікарка і мати-гувернантка в дитячому будинку, де раніше жив Урю. Саме вона заохотила Урю залишитися у святилищі Амаґамі.
Йоміко Цукігамі (яп. 月神 読子, Tsukigami Yomiko)
Сейю: Юі Хоріе
Старша жриця у святилищі Цукігамі та наставниця сестер Амаґамі.
Шірахі Цуруяма (яп. 鶴山 白日, Tsuruyama Shirahi)
Сейю: Чіка Анзай
Подруга дитинства Урю з дитячого будинку, яка поділяє його мрію вступити на медичний факультет Кіотського університету. Вона закохана в Урю з того дня, як вперше зустріла його в дитячому будинку, хоча Урю ніколи не відповідав взаємністю. Вона засмучена його новознайденими стосунками з сестрами Амаґамі, бажаючи позбутися їх і мати Урю виключно для себе. Однак Урю зрештою відкидає її і допомагає їй усвідомити свою помилку, що призводить до налагодження її стосунків з дівчатами та тимчасового служіння в святилищі.
Міемон Кіташіракава (яп. 北白川 巳右衛門, Kitashirakawa Miemon)
Сейю: Коджі Юса
Міцуко Уменокі (яп. 梅ノ木 みつ子, Umenoki Mitsuko)
Сейю: Аяса Іто
Макото Такеда (яп. 竹田 真, Takeda Makoto)
Сейю: Харука Шірайші
Карен Мацугазакі (яп. 松ヶ崎 花蓮, Matsugazaki Karen)
Сейю: Нацуко Абе

## Медіа

### Манґа
Манґа «Зв'язуючи долю з сестрами Амаґамі» написана та проілюстрована Марсі Найто, яка раніше працювала асистентом у Неґі Харуби над серією «П'ять наречених-близнят». Вперше вона була опублікована як ван-шот у сьонен-журналі «Weekly Shōnen Magazine» видавництва Kodansha 2 грудня 2020 року в рамках конкурсу з трьома іншими ван-шотами, де читачі могли голосувати за те, який буде серіалізовано. Вона отримала найбільше голосів серед читачів і почала серіалізацію в тому ж журналі 21 квітня 2021 року.
Для просування манґи 8 квітня 2021 року на офіційному YouTube-каналі Weekly Shōnen Magazine було випущено озвучене відео з коміксом. Kodansha зібрала її розділи в окремі томи танкобон. Перший том вийшов 16 липня 2021 року; на честь виходу першого тому були випущені рекламні ролики за участю Ай Каяно, Сори Амамії та Аяне Сакури. Станом на 17 березня 2025 року було випущено дев'ятнадцять томів. У червні 2025 року було оголошено, що серія завершиться 22-м томом.
Серія ліцензована англійською мовою в цифровому форматі компанією Kodansha USA. Під час своєї панелі на Anime NYC 2022 Kodansha USA оголосила про випуск друкованої версії восени 2023 року.

#### Томи
| 1. "A Miraculous Beginning" (яп. 奇跡のはじまり, Kiseki no Hajimari) 2. "Stringing Cranes at Mid-Day" (яп. 白昼と鶴, Hakuchū to Tsuru) 3. "Lacing Shoes in the Morning" (яп. 朝の靴紐, Asa no Kutsu-himo) | 1. "Cat's Cradle in the Evening" (яп. 夕焼けの猫, Yūyake no Neko) 2. "Tying the Fox Mast at Night" (яп. 夜と狐, Yoru to Kitsune) |

| 1. "The Amagami Shrine Festival (Частина One)" (яп. 甘神神社例大祭 其の一, Amagami-jinja Rei-taisai So no Ichi) 2. "The Amagami Shrine Festival (Частина Two)" (яп. 甘神神社例大祭 其の二, Amagami-jinja Rei-taisai So no Ni) 3. "The Amagami Shrine Festival (Частина Three)" (яп. 甘神神社例大祭 其の三, Amagami-jinja Rei-taisai So no San) 4. "The Amagami Shrine Festival (Частина Four)" (яп. 甘神神社例大祭 其の四, Amagami-jinja Rei-taisai So no Shi) | 1. "The Amagami Shrine Festival (Частина Five)" (яп. 甘神神社例大祭 其の五, Amagami-jinja Rei-taisai So no Go) 2. "The Amagami Shrine Festival (Final Part)" (яп. 甘神神社例大祭 其の終, Amagami-jinja Rei-taisai So no Owari) 3. "Morning Races to Night" (яп. 朝は夜に馳せる, Asa wa Yoru ni Haseru) 4. "Nightfall's Gift" (яп. 薄暮の贈りもの, Hakubo no Okuri Mono) 5. "From Day to Evening" (яп. 昼から夕方にかけて, Hiru kara Yūgata ni Kakete) |

| 1. "Dreams, the Moon, and More Dreams (Частина One)" (яп. 夢と月と夢 其の一, Yume to Tsuki to Yume So no Ichi) 2. "Dreams, the Moon, and More Dreams (Частина Two)" (яп. 夢と月と夢 其の二, Yume to Tsuki to Yume So no Ni) 3. "Dreams, the Moon, and More Dreams (Частина Three)" (яп. 夢と月と夢 其の三, Yume to Tsuki to Yume So no San) 4. "Dreams, the Moon, and More Dreams (Частина Four)" (яп. 夢と月と夢 其の四, Yume to Tsuki to Yume So no Shi) 5. "Dreams, the Moon, and More Dreams (Частина Five)" (яп. 夢と月と夢 其の五, Yume to Tsuki to Yume So no Go) | 1. "Dreams, the Moon, and More Dreams (Частина Six)" (яп. 夢と月と夢 其の六, Yume to Tsuki to Yume So no Roku) 2. "Dreams, the Moon, and More Dreams (Частина Seven)" (яп. 夢と月と夢 其の七, Yume to Tsuki to Yume So no Shichi) 3. "Dreams, the Moon, and More Dreams (Частина Eight)" (яп. 夢と月と夢 其の八, Yume to Tsuki to Yume So no Hachi) 4. "Dreams, the Moon, and More Dreams (Частина Nine)" (яп. 夢と月と夢 其の九, Yume to Tsuki to Yume So no Kyū) |

| 1. "Dreams, the Moon, and More Dreams (What Comes Before)" (яп. 夢と月と夢 其の昔, Yume to Tsuki to Yume So no Mukashi) 2. "Dreams, the Moon, and More Dreams (What Comes Next)" (яп. 夢と月と夢 其の先, Yume to Tsuki to Yume So no Saki) 3. "Dreams, the Moon, and More Dreams (What Comes Now)" (яп. 夢と月と夢 其の儘, Yume to Tsuki to Yume So no Mama) | 1. "New Look, New You" (яп. 衣替え、心替え, Koromo-gae, Kokoro-gae) 2. "The Problem With Packing a Lunch" (яп. 黒一点とお弁当, Koku-itten to Obentō) 3. "A Night of Drinking" (яп. 夜に酔いしれる, Yoru ni Yoi Shireru) 4. "Guardianship in the Morning" (яп. 朝を見守る会, Asa o Mi Mamoru Kai) 5. "Toying With Fate" (яп. おみくじの悪戯, Omikuji no Itazura) 6. "The Name of the Lost" (яп. 迷子の名前, Maigo no Namae) |

| 1. "The Truth of Late Nights-Beginning" (яп. 夜ふかしの正体 序, Yofukashi no Shōtai Jo) 2. "The Truth of Late Nights-Longing" (яп. 夜ふかしの正体 憧, Yofukashi no Shōtai Akogare) 3. "The Truth of Late Nights-Release" (яп. 夜ふかしの正体 放, Yofukashi no Shōtai Hanatsu) 4. "The Truth of Late Nights-Challenge" (яп. 夜ふかしの正体 争, Yofukashi no Shōtai Arasoi) | 1. "The Truth of Late Nights-Falling" (яп. 夜ふかしの正体 転, Yofukashi no Shōtai Korogaru) 2. "The Truth of Late Nights-Origin" (яп. 夜ふかしの正体 初, Yofukashi no Shōtai Hajimari) 3. "The Truth of Late Nights-Connection" (яп. 夜ふかしの正体 縁, Yofukashi no Shōtai Tsunagari) 4. "The Truth of Late Nights-Love" (яп. 夜ふかしの正体 恋, Yofukashi no Shōtai Koi) 5. "A New Silent Comedy Show" (яп. 無声の新喜劇, Musei no Shin-kigeki) |

| 1. "Wishes Balanced on the Scale-Beginning" (яп. 願いをのせた天秤 序, Negai o Nose ta Tenbin Jo) 2. "Wishes Balanced on the Scale-Circuit" (яп. 願いをのせた天秤 廻, Negai o Nose ta Tenbin Mawaru) 3. "Wishes Balanced on the Scale-Repeat" (яп. 願いをのせた天秤 戻, Negai o Nose ta Tenbin Modoru) 4. "Wishes Balanced on the Scale-Choice" (яп. 願いをのせた天秤 択, Negai o Nose ta Tenbin Erabu) | 1. "Wishes Balanced on the Scale-Desire" (яп. 願いをのせた天秤 望, Negai o Nose ta Tenbin Nozomu) 2. "Wishes Balanced on the Scale-Decision" (яп. 願いをのせた天秤 決, Negai o Nose ta Tenbin Kimeru) 3. "Wishes Balanced on the Scale-Return" (яп. 願いをのせた天秤 帰, Negai o Nose ta Tenbin Kaeru) 4. "Wishes Balanced on the Scale-Confession" (яп. 願いをのせた天秤 伝, Negai o Nose ta Tenbin Tsutaeru) 5. "The Guiding Fire" (яп. 送り火と, Okuri-bi to) |

| 1. "Parting Before the Gods" (яп. 神様との別れ, Kami-sama to no Wakare) 2. "Vowing Before the Gods" (яп. 神様の契り, Kami-sama to no Chigiri) 3. "Averting One's Gaze" (яп. 目線をそらして, Mesen o Sorashi te) 4. "Fever Dreams" (яп. 熱と白昼夢, Netsu to Hakuchūmu) 5. "Analysis Paralysis" (яп. 選択問題, Sentaku Mondai) 6. "The Maiden's Hide and Seek-Beginning" (яп. 撫子のかくれんぼ 序, Nadeshiko no Kakurenbo Jo) | 1. "The Maiden's Hide and Seek-Swap" (яп. 撫子のかくれんぼ 換, Nadeshiko no Kakurenbo Kawaru) 2. "The Maiden's Hide and Seek-Distress" (яп. 撫子のかくれんぼ 懊, Nadeshiko no Kakurenbo Nayamu) 3. "The Maiden's Hide and Seek-Practice" (яп. 撫子のかくれんぼ 通, Nadeshiko no Kakurenbo Kayō) |

| 1. "The Maiden's Hide and Seek-Hiding" (яп. 撫子のかくれんぼ 陰, Nadeshiko no Kakurenbo Kakusu) 2. "The Maiden's Hide and Seek-Seeking" (яп. 撫子のかくれんぼ 捜, Nadeshiko no Kakurenbo Sagasu) 3. "The Maiden's Hide and Seek-Finding" (яп. 撫子のかくれんぼ 見, Nadeshiko no Kakurenbo Mitsuke ta) 4. "The Maiden's Hide and Seek-Revealing" (яп. 撫子のかくれんぼ 現, Nadeshiko no kakurenbo Arawareru) | 1. "The Maiden's Valor" (яп. 大和、撫子、武る, Yamato, Nadeshiko, Takeru) 2. "The Maiden's Night" (яп. 撫子祭 夜の部, Nadeshiko-matsuri Yoru no Bu) 3. "The Maiden's Morning" (яп. 撫子祭 朝の部, Nadeshiko-matsuri Asa no Bu) 4. "The Maiden's Hide and Seek-Captivation" (яп. 撫子のかくれんぼ 惹, Nadeshiko no Kakurenbo Hikareru) 5. "A Feast of Information" (яп. 情報の多い宴, Jōhō no Ōi Utage) |

| 1. "A New Place and an Old Friend" (яп. 新天地と再会, Shin-tenchi to Saikai) 2. "Ulterior Motives" (яп. 思惑の勉強会, Omowaku no Benkyō-kai) 3. "The Healing Songstress" (яп. ゆらぎの歌姫, Yuragi no Uta-hime) 4. "A Wish From the Dark" (яп. 暗闇の願いごと, Kurayami no Negai-goto) 5. "Glipses of the Other Side" (яп. 向こう側の景色, Mukō-gawa no Keshiki) | 1. "Daylight Mirage-Beginning" (яп. 白日の逃げ水 序, Hakujitsu no Nige-mizu Jo) 2. "Daylight Mirage-Differences" (яп. 白日の逃げ水 異, Hakujitsu no Nige-mizu Kotonaru) 3. "Daylight Mirage-Ties" (яп. 白日の逃げ水 繋, Hakujitsu no Nige-mizu Tsunagari) 4. "Daylight Mirage-Sendoff" (яп. 白日の逃げ水 還, Hakujitsu no Nige-mizu Kaesu) |

| 1. "Daylight Mirage-Sentiment" (яп. 白日の逃げ水 想, Hakujitsu no Nige-mizu Omoi) 2. "Daylight Mirage-Conversation" (яп. 白日の逃げ水 話, Hakujitsu no Nige-mizu Hanasu) 3. "Daylight Mirage-Feeling" (яп. 白日の逃げ水 思, Hakujitsu no Nige-mizu Omō) 4. "Daylight Mirage-Worlds" (яп. 白日の逃げ水 世, Hakujitsu no Nige-mizu Yo no Naka) 5. "Daylight Mirage-Split" (яп. 白日の逃げ水 別, Hakujitsu no Nige-mizu Wakatsu) | 1. "Daylight Mirage-Entwining" (яп. 白日の逃げ水 結, Hakujitsu no Nige-mizu Musubu) 2. "A Comedy of Errors" (яп. 勘違いの新喜劇, Kan-chigai no Shin-kigeki) 3. "The Case of the Flying Bra" (яп. 空飛ぶブラジャー, Sora Tobu Burajā) 4. "A Dazzling Morning" (яп. 眩しい朝, Mabushii Asa) |

| 1. "A Grouchy Evening" (яп. 気難しい夕暮れ, Ki-muzukashii Yū-gure) 2. "A Wonderful Night" (яп. 素敵な夜, Sutekina Yoru) 3. "A Sympathetic Voice" (яп. 思いやりの昼, Omoi Yari no Hiru) 4. "Morning's Course" (яп. 朝の道, Asa no Michi) 5. "Evening's Course" (яп. 夕の道, Yū no Michi) 6. "Night's Course" (яп. 夜の道, Yoru no Michi) | 1. "Three Paths Forward (Частина One)" (яп. 進路の三ツ辻 其の一, Shinro no Mi-tsu Tsuji So no Ichi) 2. "Three Paths Forward (Частина Two)" (яп. 進路の三ツ辻 其のニ, Shinro no Mi-tsu Tsuji So no Ni) 3. "Three Paths Forward (Частина Three)" (яп. 進路の三ツ辻 其の三, Shinro no Mi-tsu Tsuji So no San) |

| 1. "Three Paths Forward (Частина 4)" (яп. 進路の三ツ辻 其の四, Shinro no Mi-tsu Tsuji So no Shi) 2. "Three Paths Forward (Частина 5)" (яп. 進路の三ツ辻 其の五, Shinro no Mi-tsu Tsuji So no Go) 3. "Three Paths Forward (Частина 6)" (яп. 進路の三ツ辻 其の六, Shinro no Mi-tsu Tsuji So no Roku) 4. "Three Paths Forward (Частина 7)" (яп. 進路の三ツ辻 其の七, Shinro no Mi-tsu Tsuji So no Shichi) 5. "Three Paths Forward (Частина 8)" (яп. 進路の三ツ辻 其の八, Shinro no Mi-tsu Tsuji So no Hachi) | 1. "Three Paths Forward (Частина 9)" (яп. 進路の三ツ辻 其の九, Shinro no Mi-tsu Tsuji So no Kyū) 2. "Three Paths Forward (Частина 10)" (яп. 進路の三ツ辻 其の十, Shinro no Mi-tsu Tsuji So no Jū) 3. "Three Paths Forward (Частина 11)" (яп. 進路の三ツ辻 其の十一, Shinro no Mi-tsu Tsuji So no Jūichi) 4. "Three Paths Forward (Частина 12)" (яп. 進路の三ツ辻 其の十二, Shinro no Mi-tsu Tsuji So no Jūni) |

| 1. "Three Paths Forward (Final Part)" (яп. 進路の三ツ辻 其の終, Shinro no Mi-tsu Tsuji So no Owari) 2. "A New Costumed Comedy Show" (яп. 仮装の新喜劇, Kasō no Shin-kigeki) 3. "A New Perspective" (яп. 心機一転と出会い, Shinki-itten to Deai) 4. "A Fountain of Energy" (яп. 活力の源, Katsuryoku no Minamoto) | 1. "The Ephemeral Blossoms" (яп. 泡沫の散り菊, Utakata no Chiri-giku) 2. "Hear No Evil, Speak No Evil" (яп. 聞かざる、言わざる, Kika zaru, Iwa zaru) 3. "The Fortune of the Unchosen" (яп. 余り茶に福あり, Amari-cha ni Fuku Ari) 4. "The Guardian Dog of the Shrine" (яп. 阿形の狛犬, Agyō no Koma-inu) 5. "The Other Guardian Dog of the Shrine" (яп. 吽形の狛犬, Ungyō no Koma-inu) |

| 1. "Three Sides of the Genius" (яп. 才人三面相, Saijin San-mensō) 2. "The Strange Tale of the Lunatic" (яп. 狂人怪奇譚, Kyōjin Kaiki-tan) 3. "The Chill of the Ice Maiden" (яп. 情人寒冷期, Jōjin Kanrei-ki) 4. "Colorful Memories of Years Gone By" (яп. 千秋の匂い, Senshū no Nioi) 5. "Four Children of the Dragon" (яп. 竜生四子, Ryū-sei Yon-shi) | 1. "Encounters on the Slope" (яп. 人と人との坂道, Hito to Hito to no Sakamichi) 2. "Together in the Rain" (яп. 雨と一緒に, Ame to Issho ni) 3. "The Red Stamp of Happiness" (яп. 幸せの朱い印, Shiawase no Akai Shirushi) 4. "More Passionate than Forever" (яп. 永遠よりも熱い, Eien Yori mo Atsui) |

| 1. "Dreams of a White Coat" (яп. 白衣と憧れ, Hakui to Akogare) 2. "Now and Forever (Частина 1)" (яп. 今今と永遠 其の一, Ima-ima to Eien So no Ichi) 3. "Now and Forever (Частина 2)" (яп. 今今と永遠 其の二, Ima-ima to Eien So no Ni) 4. "Now and Forever (Частина 3)" (яп. 今今と永遠 其の三, Ima-ima to Eien So no San) 5. "Now and Forever (Частина 4)" (яп. 今今と永遠 其の四, Ima-ima to Eien So no Shi) | 1. "Now and Forever (Частина 5)" (яп. 今今と永遠 其の五, Ima-ima to Eien So no Go) 2. "Now and Forever (Частина 6)" (яп. 今今と永遠 其の六, Ima-ima to Eien So no Roku) 3. "Now and Forever (Частина 7)" (яп. 今今と永遠 其の七, Ima-ima to Eien So no Shichi) 4. "Now and Forever (Частина 8)" (яп. 今今と永遠 其の八, Ima-ima to Eien So no Hachi) |

| 1. "Now and Forever (Частина 9)" (яп. 今今と永遠 其の九, Ima-ima to Eien So no Kyū) 2. "Now and Forever (Частина 10)" (яп. 今今と永遠 其の十, Ima-ima to Eien So no Jū) 3. "Now and Forever (Частина 11)" (яп. 今今と永遠 其の十一, Ima-ima to Eien So no Jūichi) 4. "Now and Forever (Частина 12)" (яп. 今今と永遠 其の十二, Ima-ima to Eien So no Jūni) 5. "Now and Forever (Частина 13)" (яп. 今今と永遠 其の十三, Ima-ima to Eien So no Jūsan) | 1. "Now and Forever (Частина 14)" (яп. 今今と永遠 其の十四, Ima-ima to Eien So no Jūshi) 2. "Now and Forever (Частина 15)" (яп. 今今と永遠 其の十五, Ima-ima to Eien So no Jūgo) 3. "Now and Forever (Частина 16)" (яп. 今今と永遠 其の十六, Ima-ima to Eien So no Jūroku) 4. "Now and Forever (Частина 17)" (яп. 今今と永遠 其の十七, Ima-ima to Eien So no Jūshichi) |

| 1. "Now and Forever (Частина 18)" (яп. 今今と永遠 其の十八, Ima-ima to Eien So no Jūhachi) 2. "Now and Forever (Частина 19)" (яп. 今今と永遠 其の十九, Ima-ima to Eien So no Jūkyū) 3. "Now and Forever (Частина 20)" (яп. 今今と永遠 其の二十, Ima-ima to Eien So no Nijū) 4. "Now and Forever (Частина 21)" (яп. 今今と永遠 其の二十一, Ima-ima to Eien So no Nijūichi) | 1. "Now and Forever (Частина 22)" (яп. 今今と永遠 其の二十二, Ima-ima to Eien So no Nijūni) 2. "Now and Forever (The End)" (яп. 今今と永遠 其の終, Ima-ima to Eien So no Owari) 3. "Holy Night Disappointment" (яп. 聖なる夜の後, Seinaru Yoru no Ato) 4. "Hand-Holding For a Second Time" (яп. ニ度目の手のひら, Ni-do-me no Te no Hira) 5. "Angels in White Robes" (яп. 白衣の天使たち, Hakui no Tenshi-tachi) |

| 1. "The Power of Continuous Effort" (яп. 継続の力なり, Keizoku no Chikara Nari) 2. "The Demon of Drunkenness" (яп. 酒呑童大人, Shuten-dō Otona) 3. "Meanwhile..." (яп. 一方、その頃, Ippō, So no Koro) 4. "Year's End Through the Mirror (Частина 1)" (яп. 鏡の中の年の暮れ 其の一, Kagami no Naka no Toshi no Kure So no Ichi) | 1. "Year's End Through the Mirror (Частина 2)" (яп. 鏡の中の年の暮れ 其の二, Kagami no Naka no Toshi no Kure So no Ni) 2. "Year's End Through the Mirror (Частина 3)" (яп. 鏡の中の年の暮れ 其の三, Kagami no Naka no Toshi no Kure So no San) 3. "Year's End Through the Mirror (Частина 4)" (яп. 鏡の中の年の暮れ 其の四, Kagami no Naka no Toshi no Kure So no Shi) 4. "Year's End Through the Mirror (Частина 5)" (яп. 鏡の中の年の暮れ 其の五, Kagami no Naka no Toshi no Kure So no Go) 5. "Year's End Through the Mirror (Частина 6)" (яп. 鏡の中の年の暮れ 其の六, Kagami no Naka no Toshi no Kure So no Roku) |

| 1. "Year's End Through the Mirror (Частина 7)" (яп. 鏡の中の年の暮れ 其の七, Kagami no Naka no Toshi no Kure So no Shichi) 2. "Year's End Through the Mirror (Частина 8)" (яп. 鏡の中の年の暮れ 其の八, Kagami no Naka no Toshi no Kure So no Hachi) 3. "Year's End Through the Mirror (Частина 9)" (яп. 鏡の中の年の暮れ 其の九, Kagami no Naka no Toshi no Kure So no Kyū) 4. "Year's End Through the Mirror (Частина 10)" (яп. 鏡の中の年の暮れ 其の十, Kagami no Naka no Toshi no Kure So no Jū) 5. "Year's End Through the Mirror (Частина 11)" (яп. 鏡の中の年の暮れ 其の十一, Kagami no Naka no Toshi no Kure So no Jūichi) | 1. "Year's End Through the Mirror (Частина 12)" (яп. 鏡の中の年の暮れ 其の十二, Kagami no Naka no Toshi no Kure So no Jūni) 2. "Year's End Through the Mirror (Частина 13)" (яп. 鏡の中の年の暮れ 其の十三, Kagami no Naka no Toshi no Kure So no Jūsan) 3. "Year's End Through the Mirror (Частина 14)" (яп. 鏡の中の年の暮れ 其の十四, Kagami no Naka no Toshi no Kure So no Jūshi) 4. "Year's End Through the Mirror (Частина 15)" (яп. 鏡の中の年の暮れ 其の十五, Kagami no Naka no Toshi no Kure So no Jūgo) |

| 1. "Year's End Through the Mirror (Частина 16)" (яп. 鏡の中の年の暮れ 其の十六, Kagami no Naka no Toshi no Kure So no Jūroku) 2. "Year's End Through the Mirror (Частина 17)" (яп. 鏡の中の年の暮れ 其の十七, Kagami no Naka no Toshi no Kure So no Jūshichi) 3. "Year's End Through the Mirror (Частина 18)" (яп. 鏡の中の年の暮れ 其の十八, Kagami no Naka no Toshi no Kure So no Jūhachi) 4. "A New Romantic Comedy Play" (яп. 甘ったるい新喜劇, Amattarui shin kigeki) | 1. "Ways to Make Me Happy" (яп. 君が私を幸せにする方法について, Kimi ga watashi o shiawaseni suru hōhō ni tsuite) 2. "Lilies Floating on the Pond" (яп. 浅池に睡蓮, Asa ike ni suiren) 3. "How to Hate" (яп. 嫌いになるためには, Kirai ni naru tame ni wa) 4. "The Pup at My Side" (яп. 隣の子犬, Tonari no koinu) 5. "Tying the Skies Together—Beginning" (яп. 空の結び方 序, Sora no musubikata jo) |

#### Інші томи
Томи манґи що були опубліковані не в форматі танкобон.
1. "Tying the Skies Together—Realization" (яп. 空の結び方　気（きづき）, Sora no musubikata ki (kidzuki))
2. "Tying the Skies Together—Stars" (яп. 空の結び方　星（ほしぼし）, Sora no musubikata hoshi (hoshi boshi))
3. "Tying the Skies Together—Twilight" (яп. 空の結び方　昏, Sora no musubikata kura)
4. "Tying the Skies Together—Daybreak" (яп. 空の結び方　暁, Sora no musubikata akatsuki)
5. "Tying the Skies Together—Deliberation" (яп. 空の結び方　慮, Sora no musubikata omonbaka)
6. "Tying the Skies Together—Investigation" (яп. 空の結び方　探, Sora no musubikata sagu)
7. "Tying the Skies Together—Origin" (яп. 空の結び方　始, Sora no musubikata hajime)
8. "Tying the Skies Together—Happiness" (яп. 空の結び方　幸, Sora no musubikata ko)
9. "Tying the Skies Together—Answer" (яп. 空の結び方　答, Sora no musubikata kotae)
10. "Tying the Skies Together—Assent" (яп. 空の結び方　応, Sora no musubikata ying)

### Аніме
Адаптація у вигляді аніме-телесеріалу була анонсована під час прямої трансляції 21 квітня 2023 року, яка відзначала другу річницю манґи та день народження Найто. Виробництвом займається студія Drive, режисером виступає Юджіро Абе, а Хіроші Ватанабе є помічником режисера. Сценарії пише Ясуко Аокі, дизайном персонажів займається Харуко Іідзука, а музику створюють Рьо Кавасакі та Томоюкі Коно. Серіал транслювався з 2 жовтня 2024 року по 26 березня 2025 року на телеканалі TV Tokyo та його філіях. Crunchyroll транслює серіал. Plus Media Networks Asia ліцензувала серіал у Південно-Східній Азії та транслює його на Aniplus Asia.

#### Музика
Для першої частини аніме, відкриваючою темою стала пісня «Yawaku Koishite ~Zutto Bokura de Iraremasu yō ni~» (яп. やわく恋して ～ずっと僕らでいられますように～), виконана гуртом Momoiro Clover Z. Кінцевою темою стала пісня «Kimi ni Koi wo Musunde» (яп. 君に恋を結んで, досл. «Зв'язати тебе коханням»), виконана Суміре Уесакою, Каеде Хондо та Шіон Вакаямою як трьома сестрами Амаґамі.
Для другої частини відкриваючою темою стала пісня «Pray Pray Pray», виконана Уесакою, Хондо та Вакаямою як трьома сестрами Амаґамі. Закінчуючою темою стала пісня «Kami-sama no Iu Tōri!» (яп. 神様の言うとーり！, досл. «Як кажуть боги»), виконана гуртом ≠Me.

## Нотатки
1. ↑  TV Tokyo повідомляє, що прем'єра серіалу відбудеться 1 жовтня 2024 року о 24:00, що фактично відповідає півночі 2 жовтня за японським часом.